# Kolonizace Severní Ameriky v raném novověku

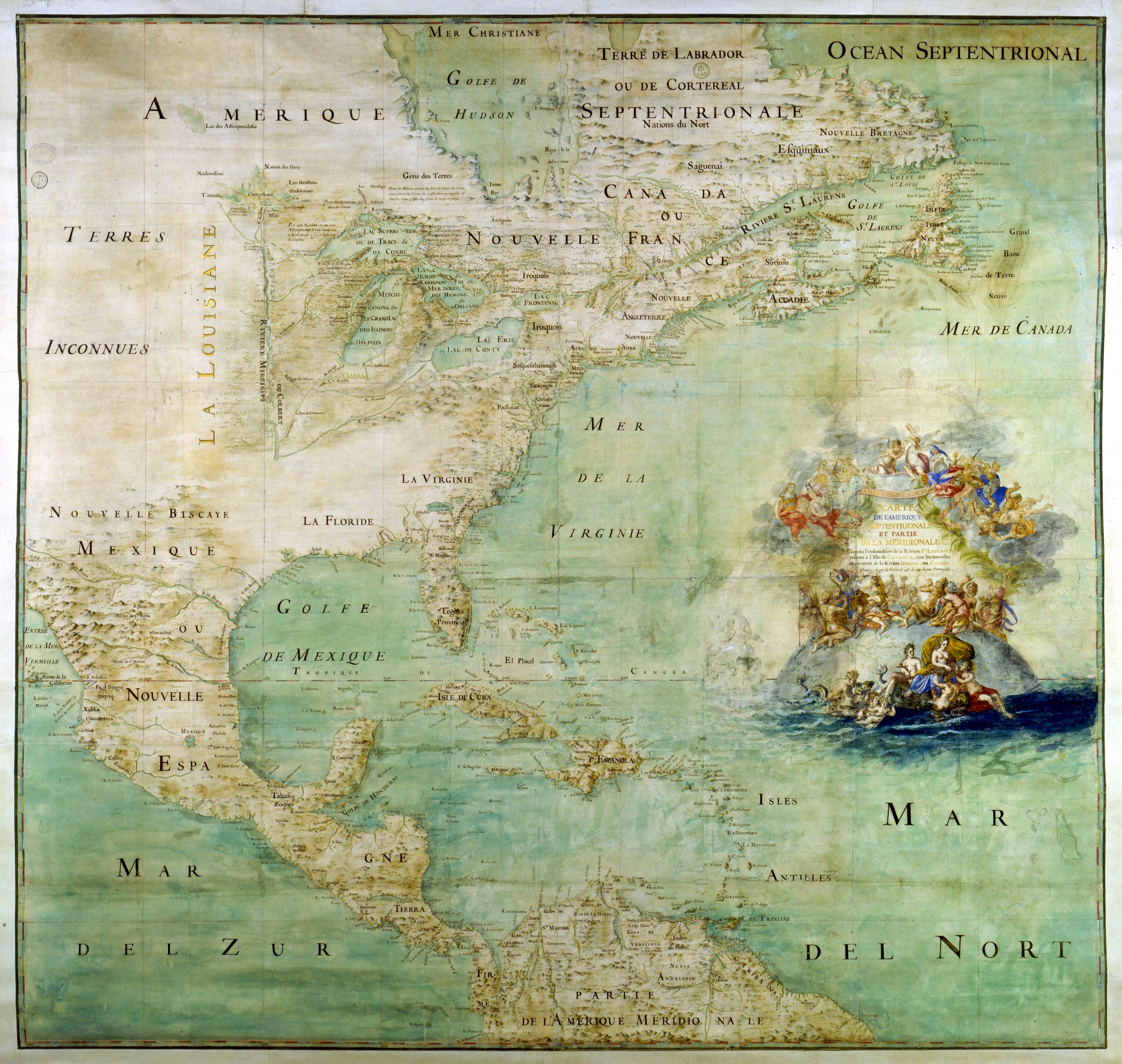
Mapa Severní Ameriky ze 17. století

Kolonizace Severní Ameriky v raném novověku bylo období trvající od 16. století zhruba do roku 1776. Během této kolonizace byly položeny základy národů, které v Severní Americe v následujících letech vznikly. O kolonizaci Severní Ameriky se pokoušelo více států, ale pouze čtyři z nich se významněji prosadily. Byly to Španělsko, Nizozemsko, Francie a Velká Británie. Z těchto mocností se v oblasti Severní Ameriky angažovalo nejméně Nizozemí. Holanďané založili kolonii Nový Amsterdam (pozdější New York), která sestávala ze stejnojmenného města a jeho okolí. V pozdější době ovládla toto území Velká Británie a Nizozemí přesunulo svoji pozornost do jiných oblastí. Španělsko, další z evropských států podílejících se na kolonizaci Severní Ameriky, ovládalo dnešní území jihozápadních Spojených států amerických a o toto území přišlo až na počátku 19. století, kdy proběhla v Mexiku válka za nezávislost. Francie ovládla velké území Severní Ameriky a založila mnoho měst (Quebec, Montreal, New Orleans). Francouzští kolonisté a obchodníci se dívali na Nový svět jen jako na zemi, kde se dá rychle vydělat a ne jako na území, kde se dají postavit nové domy a začít nový život. Francie přišla o své území během sedmileté války ve prospěch Velké Británie (1763). Velká Británie, která začala s kolonizací Severní Ameriky až po Španělsku a Francii, se nakonec prosadila jako nejsilnější mocnost v regionu. Prvním velkým vojenským konfliktem mezi koloniálními mocnostmi na tomto území byla sedmiletá válka. Přestože značná část bojů probíhala v Evropě, evropské státy se během tohoto konfliktu několikrát střetly i v Severní Americe. Nejvíce se do bojů zapojila Francie a Velká Británie. V těchto střetech získali převahu Britové, což způsobilo ztrátu kolonie Nová Francie ve prospěch britské koruny. K vítězství mimo jiné přispěla i větší hustota zalidnění a celkově větší počet britských obyvatel. Část britského panství v Severní Americe však o několik let později vzala za své vzpourou třinácti kolonií, které roku 1776 vydaly Deklaraci nezávislosti a utvořily Spojené státy americké. Spojené státy pak postupem času vyrostly v přední americkou a posléze i světovou velmoc.

## Španělsko

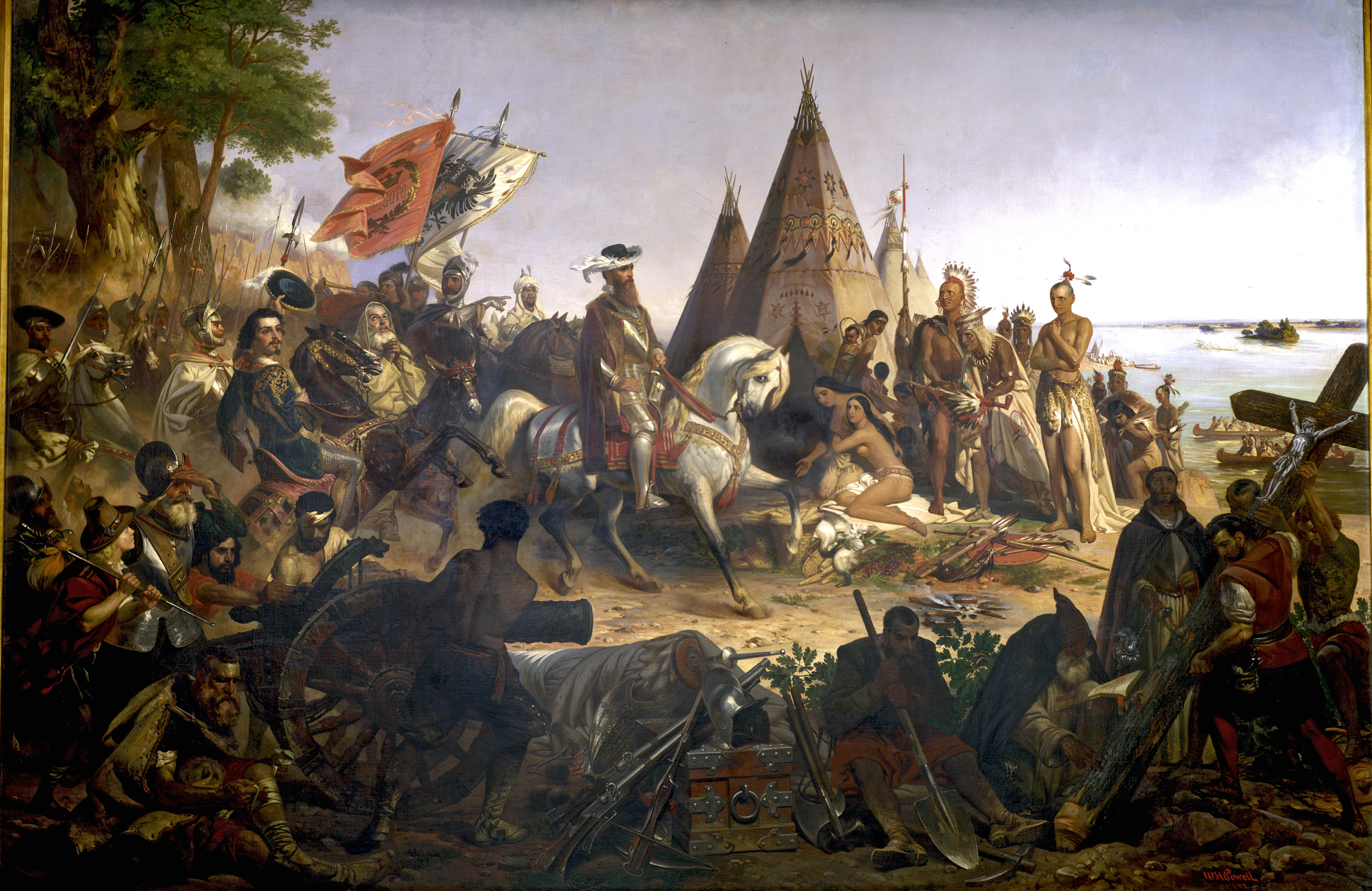
De Soto a jeho výprava dorazili k Mississippi. Silně romantizovaná malba, která zachycuje skutečnou událost

Španělsko, které díky Kolumbovi mělo relativní náskok před ostatními zeměmi, se rychle zmocnilo Střední a Jižní Ameriky. Tordesillaská smlouva sice přisuzovala kus Jižní Ameriky Portugalcům, avšak v té době bylo toto území skoro neobyvatelné. Byly zde jen husté lesy a nepřátelští Indiáni. V tomto území také nebyly žádné zmínky o indiánské civilizaci, která by zaručovala rychlé zbohatnutí. V době kdy si Španělé uvědomili, že Jižní a Střední Amerika neskýtá již žádná bohatství, obrátili španělští conquistadoři pozornost k Severní Americe. Již předtím informovali španělští námořníci, že se území severně od Mexika táhne daleko na sever. Španělé si byli skoro jisti, že takto rozlehlá země bude ukrývat velká bohatství. Nejdříve se objevila legenda o sedmi městech Ciboly. Tato města měla ukrývat obrovské bohatství a podle legendy se nacházela severně od Mexika. Byly vyslány dvě výpravy, kterým veleli conquistadoři Narváez a Coronado. Obě tyto výpravy směřovaly do jihozápadní části dnešních Spojených států amerických a až do jižní Kalifornie. Avšak sedm měst Ciboly byl pouze výmysl a ani jedna tato výprava nenašla žádná bohatství. I tak byla legenda o sedmi městech Ciboly stále živá. Velice zkušený conquistador jménem Hernando de Soto byl přesvědčen, že se tato města nachází spíše více na východě, přesněji jihovýchodě. De Soto byl bohatý guvernér Kuby a král Karel V. mu poskytl volnou ruku k dobývání Floridy. De Sota nemusel nikdo vybízet. Sám věřil, že se mu podaří nehorázně zbohatnout a ignoroval všechny zprávy, které říkaly, že je Florida obydlena primitivními Indiány. De Soto byl ve španělském světě známý a neměl žádné potíže při verbování mužů. Vybral si ty nejsilnější a nejlépe vyzbrojené muže a na sedmi lodích se vypravil na Floridu. Výprava započala v květnu 1539 přistáním v přístavu Tampa. Celá výprava čítala 600 mužů, 213 koní, smečku psů a stádo prasat. Při svém pochodu na sever se De Sota choval k Indiánům opravdu nelidsky. Pořádal hony, nechával Indiány upalovat a indiánské náčelníky nechával zpravidla umučit. I přes všechnu krutost se De Sotovi nepodařilo najít nic cenného. Doufal, že sedm měst Ciboly leží více na severu. Hnal svojí výpravu přes Georgii a Severní a Jižní Karolínu. Zde ho několik mužů opustilo a zůstali zde s tamními Indiány. Poté se De Soto vypravil více na západ do Tennessee a poté k jihu do Alabamy. Zde se mu u pobřeží Mexického zálivu dostalo zprávy, že jsou jeho lodě vzdáleny pouhých šest dnů pochodu. De Soto to svým mužům záměrně utajil, nechtěl se ještě vrátit. V té době uběhl již rok od začátku výpravy a De Soto neměl nic, pouze ztratil několik tuctů mužů. Obrátil se k severu a v květnu 1541 se dostal do dnešního státu Mississippi.

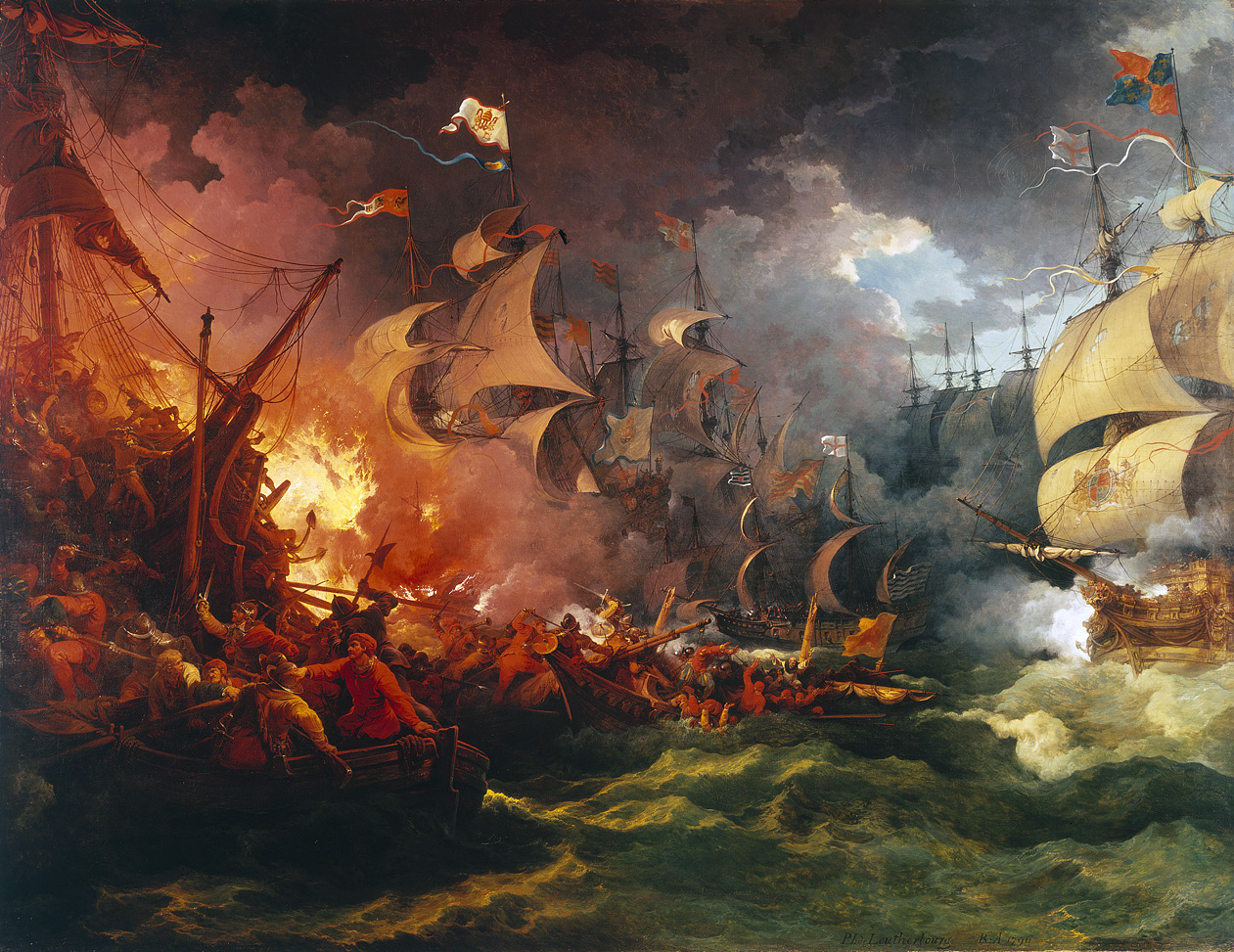
Zde je zachyceno zničení Armady. Tato událost skoncovala se španělskou nadvládou nad mořem

 Poté se vypravil více k jihu a dostal do Louisiany. Zde už ztratil všechny naděje na nalezení sedmi měst Ciboly. Vrátil se k řece Mississippi a dal postavit čtyři čluny. Výprava se plavila do bažin na dolním toku řeky, kde De Soto dostává horečku a roku 1542 umírá. Zbytek mužů se plavil u pobřeží Mexického zálivu a nakonec se na jaře roku 1543 dostávají do Tampika a tím i do španělského Mexika. De Sotova výprava skoncovala se sny o sedmi městech Ciboly a definitivně dokázala, že v Severní Americe neexistují žádné vyspělé kultury. I tak se španělská vláda pokoušela o kolonizaci východního pobřeží. Tato snaha však mnoho nepřinesla, jediný pozitivní výsledek byl kolonizace Floridy a obrácení tamních Indiánů na křesťanskou víru (kolem roku 1565). V tu dobu se Španělé pokouší o kolonizaci jihozápadu (dnešní stát Nové Mexiko). Tato snaha je celkem úspěšná, roku 1610 je založeno město Santa Fe jako hlavní město této provincie. Dalšímu španělskému postupu zabraňovali bojovní Indiáni. Dále se kolonizuje Texas, kde je roku 1718 založena misie Alamo. O kolonizaci Kalifornie se pokouší františkáni, kteří zakládají misie San Diego, Santa Claru, San Gabriel a San Francisco. Dále se španělské državy nerozšiřují. Nebylo to proto, že by Španělé již neměli ambice o další kolonizaci Severní Ameriky. Hlavním důvodem bylo chudnutí Španělska. Indiánské poklady nebyly nevyčerpatelné, kolem roku 1600 zažili Španělé citelný pokles přílivu zlata a dalších cenných kovů. O již existující poklady je stále okrádali různí korzáři. Příliv cenných kovů do Evropy znamenal pokles ceny zlata a stříbra a Španělsko, které vedlo časté války bylo již vyčerpanou velmocí. K tomu všemu byla španělská Armada (válečné námořnictvo) roku 1588 na hlavu poražena anglickou flotilou a tak Španělsko přišlo o svou nadvládu nad mořem. Španělští osadníci mohli jen smutně sledovat, jak se britští, francouzští a holandští osadníci stěhují do Severní Ameriky a bohatnou.

## Francie

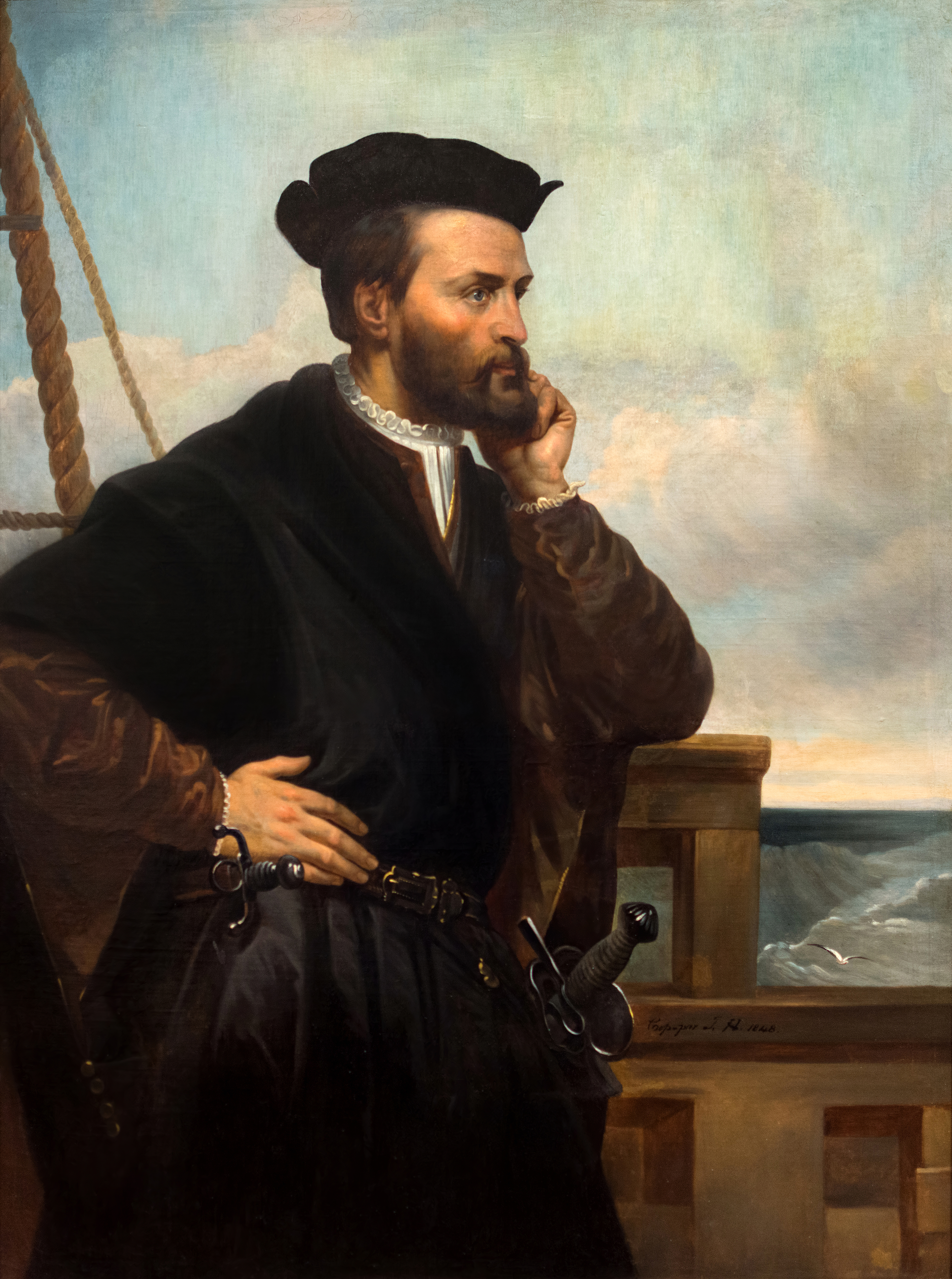
Jacques Cartier

Tordesillaská smlouva byla francouzskému králi Františku I., který usedl na trůn roku 1515, trnem v oku. Připadalo mu velice neférové, že jediná smlouva přisoudila všechny dosud neobjevené země Španělsku a Portugalsku. Hned po své korunovaci napsal ostrý dopis španělskému králi, ve kterém bylo napsáno:
| „                                                    | Prosím Tě, ukaž mi závěť našeho otce Adama, abych viděl, že opravdu učinil Tebe a portugalského krále svými jedinými dědici. | “ |
| — Dopis krále Františka I. adresovaný králi Karlu V. | |   |

Františka I. dále popichovaly výnosné obchody, které provozovali Portugalci, a indiánské poklady, které do Španělska přivážely španělské galeony. Prohlásil, že nebude respektovat postavení svých jižních sousedů, a ihned vyslal mořeplavce, kteří měli prozkoumat severní Atlantik a pobřeží Severní Ameriky. Františka I. dále lákala možnost, že by nalezl námořní cestu z Atlantiku na východ. Již od počátku šestnáctého století lovili francouzští rybáři tresky u pobřeží Severní Ameriky. Tito rybáři také šířili fámy, že legendární průjezd do Číny zcela jistě existuje. Roku 1523 vyslal František I. zkušeného mořeplavce Giovanniho da Verrazana, aby se pokusil nalézt tento průliv. Verrazano přeplul Atlantik, dorazil ke břehům Severní Karolíny a vydal se dál k severu, až k Newfoundlandu. Zde na krátkou chvíli zakotvil a pak se vrátil zpět do Francie. I když nepřinesl žádné zprávy o průjezdu do Číny, popsal zdejší krajinu jako úrodnou. Františka tato zpráva nadchla a díky Verrazanovi si mohl činit nárok na velikou část území, které se začalo nazývat Nová Francie. Potom evropské války přinutily Františka I., aby se vzdal prozkoumávání severovýchodního pobřeží na deset let. V roce 1533 obdržel král nabídku od Jacquese Cartiera, který mu navrhoval, že se vydá k pobřeží Severní Ameriky. V té době byl Cartier již zkušený mořeplavec, dávno předtím lovil tresky v severním Atlantiku a poté se stal korzárem ve francouzských službách. Krále tato nabídka potěšila a roku 1534 poskytl Cartierovi dvě menší lodě. Cartier dorazil ke břehům Newfoundlandu, kde doplnil zásoby o mořské ptáky, a ihned vyrazil dál. Obeplul severní špičku ostrova a průlivem Belle Isle se dostal do zálivu svatého Vavřince. Na to se vydali ještě dál a po krátké době dorazili do ústí řeky sv. Vavřince. Zde se Cartierovi podařilo navázat přátelství s jedním indiánským kmenem (Mikmakové) a výhodně s nimi směnil kožešiny za nože, sekery a skleněné perly. Poté zde vztyčil desetimetrový kříž, na kterém bylo napsáno: Ať žije francouzský král. Ještě než se Cartier vrátil domů, unesl dva indiány, kteří mu sloužili jako tlumočníci. Po návratu do Francie vyprávěl Cartier o mohutné řece, která se táhne daleko na západ. Král si hned pomyslel, že to může být průjezd do Číny a roku 1535 vyslal Cartiera na další výpravu (tentokrát již se třemi loděmi). Cartier postupoval stejně jako předtím a 10. srpna dorazil do ústí řeky sv. Vavřince (protože 10. srpna má svátek sv. Vavřinec, pojmenoval tuto řeku po něm). Poté se vydal proti proudu řeky a dostal se do míst kde je dnešní Quebec. V té době zde stála indiánská vesnice kmene Huronů. Huroni se nejdříve chovali srdečně, ale brzy jejich vztahy ochladly. Nakonec se Cartier vydal dál a nechal zde i své dva tlumočníky. Asi 250 kilometrů proti proudu řeky objevil indiánskou vesnici Hochelagu. Indiáni ho srdečně přivítali a obdarovali ho potravinami. Další den vystoupili Francouzi na kopec tyčící se vysoko nad vesnicí. Na Cartiera udělalo toto panorama veliký dojem a nazval tento vrch Mont Réal (Královský vrch). Později z tohoto názvu vznikl Montreal jako pojmenování města. Z tohoto vrchu si všiml peřejí. Zeptal se Indiánů a ti mu odpověděli, že dále na západ peřejí přibývá. To zničilo Cartierovy naděje a nazval tyto vody ironicky Sault la Chine neboli Čínské peřeje. Cartier se vrátil do Francie a informoval krále, že byl neúspěšný.

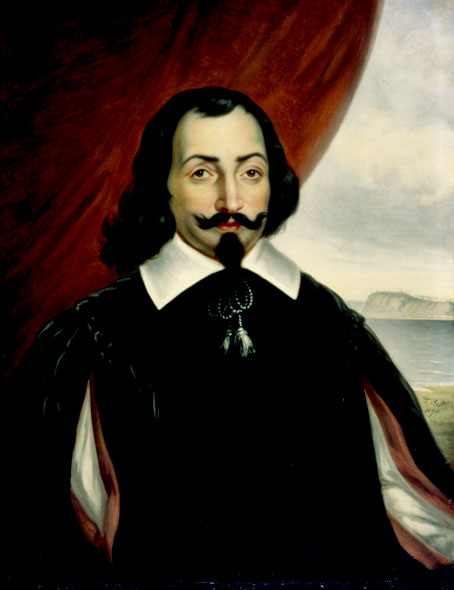
Samuel de Champlain na obraze Théophile Hamel

 Cartier se na vlastní náklady vypravil roku 1541 zpátky do Ameriky, ale jeho další úsilí o nalezení průlivu bylo samozřejmě neúspěšné. Poté přerušily francouzské objevné výpravy krvavé občanské války mezi hugenoty a katolíky. Do konce 16. století byl průzkum zastaven. O další průzkum se zasadili hlavně francouzští námořníci. Nebylo to proto, že by zde snad zakládali kolonie, ale Francouze do této země přitahovaly hlavně výhodné obchody s kožešinami. Francouzský král se pokoušel o upevnění nároků na Novou Francii tím, že by zde založil kolonii. Mnoha francouzským dobrodruhům a obchodníkům však nešlo o založení kolonií, chtěli pouze zbohatnout a vrátit se do Francie. Francie by v Americe nedosáhla zcela jistě ničeho, nebýt obrovskému úsilí a výkonu jednoho muže: Samuela de Champlaina. Champlain se již od svého mládí plavil po moři a v roce 1598 se plavil do Ameriky pod španělskou vlajkou. Po návratu sepsal zprávu a předal jí francouzskému králi Jindřichu IV. Tato zpráva obsahovala 60 map a Jindřich žasl nad kartografickými schopnostmi tohoto mladého muže. Champlain obdržel titul královského kartografa s malou osobní rentou. Po dvou letech se vydal v čele nové výpravy do Ameriky, která vyplula roku 1603. Výprava směřovala stejnou cestou jakou plul Jacques Cartier před tolika lety a dostala se k vesnici Hochelaga. Vesnice však byla prázdná, její obyvatelé uprchli před útočnými Irokézy. Výprava zde potkala kočující Indiány, se kterými směnili kožešiny a vrátili se zpátky do Francie. Champlain se roku 1604 vydal do Nové Francie znovu a působil zde jako průvodce Pierra du Guast, sieura de Monts, který měl za úkol usídlit v Nové Francii sto kolonistů. Výprava zakotvila v Novém Skotsku a založila zde malou osadu. Avšak zima v této oblasti byla tak strašná, že se kolonisté museli stáhnout do Port Royalu na druhé straně zálivu Fundy. Po zimě se výprava plavila po východním pobřeží Severní Ameriky a celé toto pobřeží zmapovala. Roku 1607 se vrátila do Francie. Za rok vyrazil Champlain do Nové Francie znovu a tentokrát měl nad výpravou plné velení (zodpovídal se Sieuru de Monts ve Francii). 3. července 1608 byla otevřena obchodní stanice, která se nacházela poblíž huronské vesnice Stadacon, tato stanice dostala jméno Quebec. Již od počátku se Champlain snažil navázat dobré vztahy s Indiány. Brzy se mu podařilo spřátelit s kmeny Huronů a Algonkinů, které žily v této oblasti. Indiáni se často opakovaně vydávali do Quebecu a obchodovali s Francouzi. Ještě na konci roku 1608 vypravil Champlain své lodě do Francie (byly plné kožešin) a sám zde zůstal ještě s dalšími 28 muži. Na jaře roku 1609 přišli ke Quebecu válečníci Huronů a požádali Champlaina o pomoc proti Irokézům. Champlain svolil a v létě téhož roku se se dvěma svými muži vydal s Indiány na cestu. Výprava se dostala do míst, kde dnes leží Champlainovo jezero a potkala se zde s Irokézi. Bylo domluveno, že boj bude zahájen dalšího dne. Hned za rozbřesku byly obě armády připraveny k boji. Champlain, který byl v čele Indiánů, vypálil ze své muškety. Po tomto výstřelu zůstali na místě dva mrtví indiánští náčelníci. Irokézové se zalekli, ale po chvíli chtěli zaútočit. V tom vystřelili ze svých mušket i dva zbývající Francouzi a Irokézové se dali na útěk. I když tato událost upevnila přátelství mezi Hurony a Francouzi, z pozdějšího pohledu se ukázalo, že šlo o velikou strategickou chybu. Irokézové byli v této oblasti dominující silou, která dokázala postavit do boje 10 000 mužů.

Mapa Nové Francie, kterou vyrobil roku 1612 Samuel de Champlain

 Už nikdy nezapomněli Irokézové na tuto událost a neustále napadali francouzské osady. V 18. století se spolčili s Brity a hráli důležitou roli v pádu Nové Francie. Champlain se v roce 1610 vrátil do Francie, ale ještě předtím přemluvil Algonkiny, aby do svého tábora přijali jednoho Francouze. Když se na jaře roku 1611 vrátil, vyprávěl mu tento Francouz o jezerech, která jsou více na západě. Champlain chtěl co nejrychleji uspořádat výpravu, která by měla za cíl prozkoumat tato jezera. Avšak Siuer de Monts přišel o monopol a z Francie se hrnuli obchodníci, kteří chtěli co nejrychleji zbohatnout a vrátit se zpátky do Francie. Brzy došlo mezi Indiány a Francouzi k mnoha nepokojům a Champlain se velice snažil, aby nevypukla válka. Nakonec se Champlain vrátil do Francie a šel žádat krále o udělení monopolu. V roce 1613 se vrátil do Nové Francie jako její guvernér, ale všichni Huroni již kraj kolem řeky sv. Vavřince opustili. Champlainovo úsilí přišlo vniveč. Když se Champlain vrátil do Nové Francie, ihned se sešel s mužem jménem Nicholas Vigneau. Ten tvrdil, že nalezl průjezd do Číny. Champlain se ihned vydal na výpravu, ale po dramatické plavbě na řece Ottawě se od tamních Indiánů dozvěděl, že Vigneau lhal. Po této výpravě se Champlain snažil se svými indiánskými spojenci porazit Irokéze, avšak tato snaha nebyla úspěšná. Kolem roku 1620 vyslal Champlain Francouze Étinna Brulého, aby prozkoumal oblast na západ od Huronského jezera. Brulému se tato expedice podařila a zmapoval tamní oblast. Samotný Champlain se věnoval správě Quebeku. I když obchod s kožešinami vzkvétal, v Quebeku nežil stále takřka nikdo. Obchodníci se zde zdrželi jen krátkou dobu a vrátili se do Francie. V celé Nové Francii žilo stále pouze osmdesát osob, včetně katolických misionářů. V roce 1627 vypukla válka mezi Anglií a Francií. Francouzi vyslali do Quebeku flotilu s kolonisty a zásobami. Během plavby napadl francouzskou flotilu David Kirke, pirát v anglických službách. Quebec se musel vzdát, ale v roce 1632 byl navrácen Francii. Champlain se snažil z Quebecu vybudovat město, které by se stalo šiřitelem francouzské civilizace. Roku 1634 se s champlainovým požehnáním vydává na průzkumnou plavbu Jean Nicolet, který byl přesvědčen (stejně jako mnozí lidé před ním), že nalezl průjezd do Číny; samozřejmě, že ho nenalezl, ale prozkoumal velkou část území kolem amerických jezer a Francie si mohla toto území nárokovat. Během této výpravy zemřel otec Nové Francie – Samuel de Champlain. Champlain se jako žádný jiný zasadil o rozvoj Nové Francie a díky němu se francouzská civilizace zachovala v údolí sv. Vavřince dodnes. Po roce 1635 se Nová Francie přestává vyvíjet a rozrůstat. Hlavním problémem Francouzů byla stále nízká zalidněnost území Nové Francie. Kolem roku 1660 žily v Nové Francii pouhé tři tisíce lidí, protože Francouzi nepohlíželi na Novou Francii jako na zemi, kde se dá začít nový život (tak jako Britové), ale jako na zemi, kde se dá rychle zbohatnout. Po tomto zbohatnutí se většina Francouzů vrátila domů. Ti, kteří zůstali, museli snášet tuhé zimy, tvrdou dřinu, nemoci, nepřátelské Indiány a dokonce zemětřesení. Nová Francie byla stále závislá na dodávkách z Evropy, které byly nejisté. Roku 1663 hrozilo, že se Nová Francie rozpadne. V tom zasáhl král Ludvík XIV., který dal kolonii status královské provincie, poslal tam pluk dobře vycvičených vojáků a jmenoval zvláštního důstojníka, intendanta, který měl dohlížet na vnitřní záležitosti provincie. Těmito kroky se Nová Francie stabilizovala. Prvním intendantem byl Jean Baptiste Talon. Talon nařídil výstavbu pevnůstek, které by chránily francouzské území před Irokézi. Také podporoval řemesla, jako stavbu lodí a tkalcovství. Zahájil zajímavou akci, která měla přilákat do Nové Francie nové obyvatele. Slíbil manželským párům, které se odstěhují do Nové Francie a budou mít více než dvanáct dětí, čtyřicet hektarů půdy.

Nová Francie 1534-1763
Nová Francie
Britské kolonie
Španělské území

Toto opatření rozproudilo život v Nové Francii. Poté se Talon rozhlížel po dalších územích, které by mohl připojit k Nové Francii. Takové území nakonec nalezl. Mezi lety 1659 a 1661 prozkoumali dobrodruzi Médart Chouart a Pierre Ésprit Radisson území dnešní Minnesoty, Wisconsinu a Michiganu. Území bylo roku 1671 zabráno pro Novou Francii. V té době se začaly objevovat zprávy o velké řece, která teče z oblasti Velkých jezer. O tuto řeku se začali ihned zajímat francouzské úřady. Pokud teče na západ, je to hledaný průjezd do Číny a Francouzi budou mít přístup k bohatství Východu. Jestli teče na jih, ústí do Mexického zálivu a Francouzům se podaří vrazit pomyslný klín mezi Španěly a Brity. V květnu 1673 byla vyslána výprava, které velel Louise Joliet, což byl obchodník s kožešinami a výjimečný kartograf. Výprava skutečně objevila Mississippi a plavila se po ní. Dorazili až do Arkansasu, ale zde narazili na nepřátelské Indiány. I když se Indiáni chovali nepřátelsky, pověděli Jolietovi, že dál na jih jsou muži oblečení do černých talárů a svolávají k modlitbě. Byli to španělští kněží, kteří tvořili předsunutou pozici Španělů v Mexickém zálivu. Na to se výprava vrátila zpět do Quebecu. Joliet samozřejmě pořídil kvalitní mapy, informoval, že Mississippi teče do Mexického zálivu a že půda v této oblasti je úrodná. Další výpravy se ujal Robert Cavelier, sieur de La Salle (zkráceně La Salle). La Salle se v třiadvaceti letech vydal do Nové Francie, kde se věnoval obchodu s kožešinami. V roce 1679 postavil La Salle a jeho muži loď, která se měla plavit po Velkých jezerech a skupovat kožešiny od Indiánů. Loď se však potopila v Michiganském jezeru. La Salle si našel nový cíl, prozkoumat Mississippi a založit zde kolonii. V prosinci roku 1681 se výprava vydala na cestu. Bez větších problému se La Sallovi a jeho výpravě podařilo dorazit až do Mexického zálivu. Jménem Ludvíka XIV. bylo údolí celé Mississippi zabráno pro Novou Francii. Po návratu se La Salle vypravil do Francie a snažil se získat královu podporu. Král mu poskytl čtyři lodě a roku 1684 se La Salle se vypravil do ústí Mississsippi. Výprava však dopadla tragicky, byly ztraceny dvě lodě (jednu ukořistili piráti a druhá se potopila) a výprava nedokázala najít ústí Mississippi. La Salle se nakonec sám s hrstkou mužů pokusil najít Mississippi cestou po pevnině. Byli však v Texasu, stovky kilometrů od Mississippi. La Salle a jeho muži podnikli několik zoufalých pokusů o nalezení řeky. Zbývající muži plni zoufalství La Salla zavraždili. I když byl La Salle mrtvý, nakonec se uskutečnil jeho sen a roku 1718 bylo v ústí Mississippi založeno město New Orleans.

## Británie

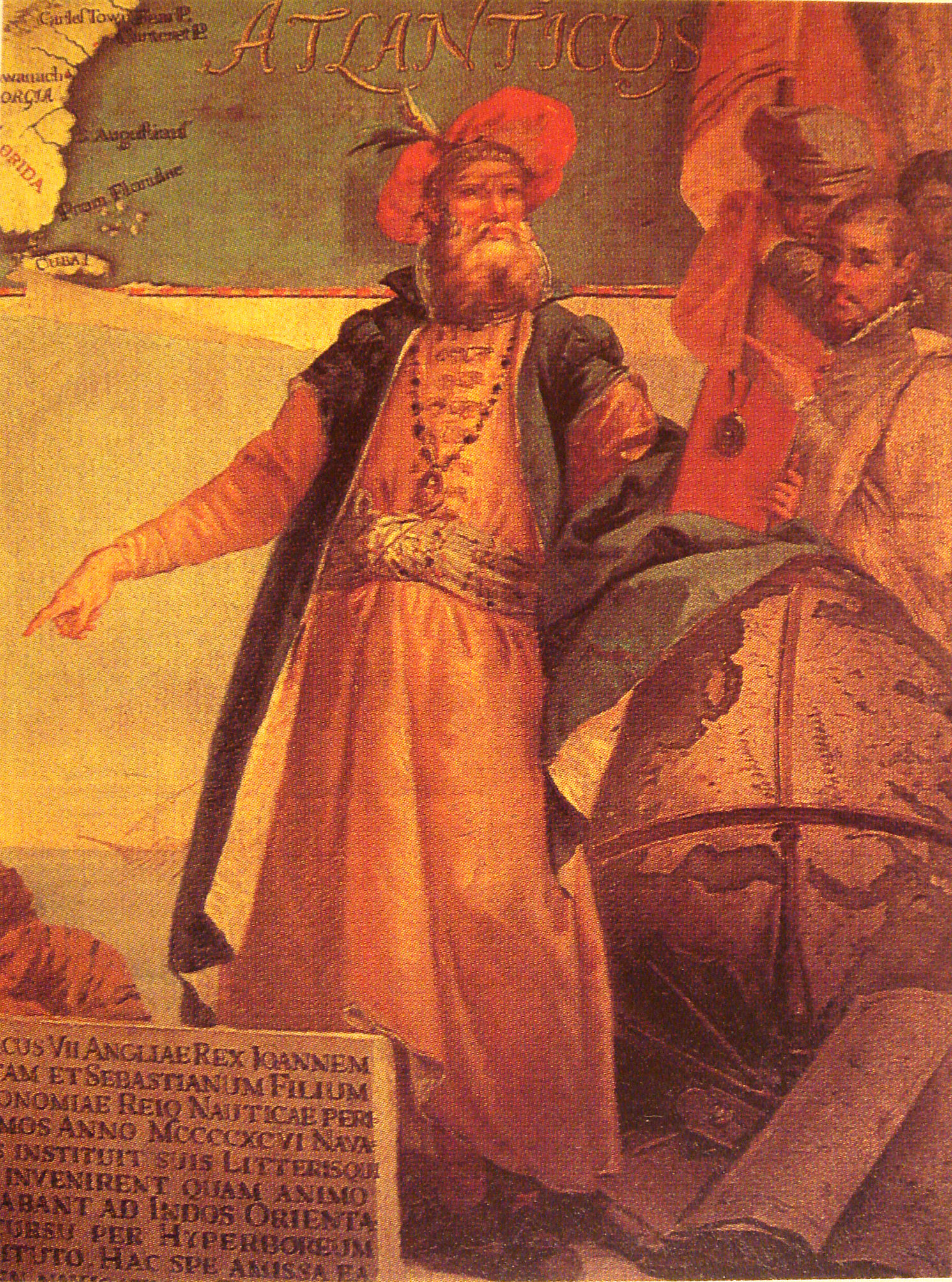
John Cabot

Velká Británie při průzkumu Severní Ameriky poněkud zaostala za Francií a Španělskem. V osidlování a průzkumu Severní Ameriky začala Británie teprve koncem 16. století. Jediná plavba, která se uskutečnila před rokem 1576, byla plavba Johna Cabota, který byl jistě inspirován plavbou Kryštofa Kolumba.
Plavba se uskutečnila roku 1497 a Cabot se svou malou lodí Matthew doplul k břehům Newfoundlandu nebo Nového Skotska. Přistál na pevnině, vztyčil anglickou vlajku a zabral toto území pro Anglii. Když se Cabot vrátil do Anglie, vyprávěl anglickému králi o bohatých nalezištích ryb a úrodné půdě. Král Jindřich VII. však nebyl spokojen, Cabot nepřivezl ani koření, ani poklady a už vůbec žádné zprávy o nějaké civilizaci. Cabota to však neodradilo, roku 1498 se vydal na další plavbu (bez královského požehnání) a snažil se prozkoumat východní pobřeží Severní Ameriky, přičemž nejspíše přistál u břehů Severní Karolíny. Tento čin vešel do historie, protože díky Cabotovi vlála anglická vlajka jako první nad americkým kontinentem, pokud se nedostal na kontinent již při předchozí výpravě (Kolumbus přistál na karibských ostrovech). Když se vracel zpátky, zaskočila ho bouře a Cabotova loď se potopila. Zbývající lodě se vrátily do Anglie, ale námořníci nedokázali podat přesnější zprávu. Tak daly Cabotovy výpravy Británii pouze chatrný nárok na území, které prozkoumal. Na dalších 78 let se Británie přestala zajímat o Severní Ameriku. Zájem o prozkoumání a kolonizaci Severní Ameriky vzrostl až s nepřátelství se Španělskem. Mnoho Angličanů začalo žádat královnu Alžbětu I., aby vyslala výpravu, která by založila kolonii v Severní Americe. Založení kolonie by přineslo mnoho výhod, Británie by mohla kontrolovat expanzi Španělů, mohla by se pokusit o nalezení průjezdu do Číny a také by mohla dovážet důležité suroviny do Británie. O založení kolonie se v této době pokoušeli dva muži, nevlastní bratři Humphrey Gilbert a Walter Raleigh. Každý kdo se v této době vydal na výpravu do Severní Ameriky musel mít povolení královny. Roku 1576, 1577 a 1578 se vydal na průzkum do Ameriky mořeplavec Martin Frobisher, který prozkoumal pobřeží Grónska, Labradoru a Baffinova ostrova (o založení kolonie se však nepokusil). Roku 1578 se vydal na plavbu Humphrey Gilbert a chtěl v Severní Americe založit kolonii. Během plavby se však strhla taková bouře, že se výprava musela vrátit zpět do Británie. V roce 1583 podnikl Gilbert druhý pokus, a tentokrát se mu podařilo doplout do Newfoundlandu. Založil zde osadu a chtěl se vrátit do Británie. Během plavby však opět udeřila bouře a Gilbertova loď se potopila. Kolonie na Newfoundlandu se po krátké době rozpadla. Po Gilbertově smrti dostal královský patent Walter Raleigh, který měl sen, že v Severní Americe založí Novou Anglii, která bude podobiznou Anglie v Evropě. V roce 1584 zorganizoval Walter Raleigh první výpravu k břehům budoucí Virginie. Tato výprava dostala za úkol probádat pobřežní oblasti a nalézt vhodné místo k osídlení. Vůdci expedice Philip Amadas a Artur Barlowe vybrali jako nejpříhodnější místo úrodný ostrov Roanoke u Outer Banks. Obyvatelé tohoto ostrova přivítali Evropany velice srdečně a obdarovali je mnoha dary. Evropany velice překvapilo, že náčelník byla žena. U Indiánů byly ženy rovny mužům, mohly zastávat jakoukoliv funkci, kterou zastávali muži.

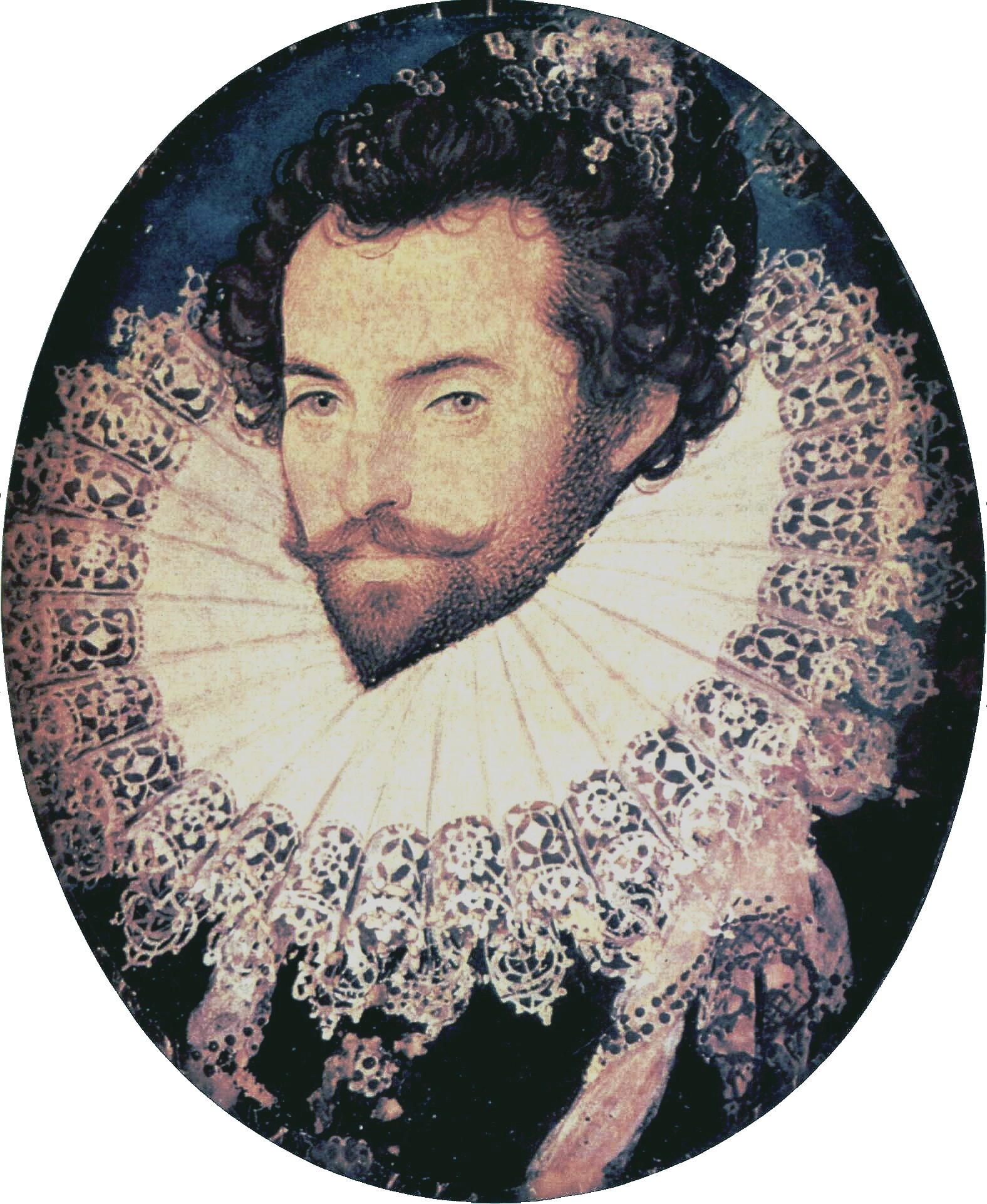
Walter Raleigh, portrét z roku 1585

 Raleigh byl nadšen úspěchem expedice a bohatostí této země a královna Alžběta I. se rozhodla propůjčit této zemi své jméno – Virginie podle přezdívky královny Alžběty I., která zněla panenská královna (virgo znamená latinsky panna). Královna z vděčnosti jmenovala Raleigha rytířem. Roku 1585 vyslal Raleigh Richarda Grenvilla, aby založil kolonii na ostrově Roanoke. Kolonie se však dostala brzy do problémů a kolonisté skoro pomřeli hlady. Nakonec k ostrovu neočekávaně připlul Francis Drake a kolonisty odvezl zpátky do Anglie (1586). Roku 1587 vyslal Raleigh svojí poslední výpravu, kterou vedl malíř první výpravy Johna White. White měl původně dorazit do oblasti Chesapeackého zálivu, ale po sporech mezi Whitem a lodivodem expedice se kolonisté opět usadili na Roanoke a obnovili zde původní kolonii. Při výstavbě osady se dceři Johna Whitea, Eleanoře, narodilo dítě, dcera, které dali jméno Virginia Dare. Vzhledem k tomu, že osada měla od samého počátku nedostatek potravin, odcestoval White okamžitě zpět do Anglie pro zásoby, ale kvůli válce se Španělskem se na Roanoke vrátil až v roce 1590. White nalezl osadu zcela zničenou a po osadnících nebylo ani stopy. Beze stopy tak zmizela i jeho dcera Eleonora, její manžel a vnučka Virginie. White se vrátil zpět do Anglie a za oceán už se nikdy nevydal. Co se stalo s kolonisty a jeho rodinou se už také nikdy nedozvěděl. V následujících letech se vydalo do Virginie ještě několik expedic, které měly za úkol pátrat po ztracených kolonistech, ale těm už se nepodařilo najít ani samotný ostrov Roanoke. V roce 1602 se na plavbu do Nového světa vydal Bartolomew Gosnold. Gosnold neměl povolení na plavbu, a tak hrozilo, že bude přísně potrestán. Hlavní cílem této plavby byl výdělek. Gosnold chtěl vyhledat sasafras, což byl strom, z jehož kůry se vařil čaj, který byl uznávaným lékem. Gosnold se po dvou měsících plavby octl u břehu skalnatého Maine a byl příjemně překvapen bohatostí těchto vod. Poté se výprava plavila na ostrov Nantucket a na Alžbětinské ostrovy, kde se rostl i kýžený sasafras. Zdejší Indiáni pomohli Britům s odřezáváním kůry se sasafrasu (samozřejmě, že na oplátku dostali dary) a Gosnold se za krátkou dobu vydal zpátky do Anglie. Při prodeji sasafrasu velice zbohatl a i když se dostal do sporů s Raleighem, neměla pro něj tato plavba žádné následky. Roku 1603 se stal králem Jakub I., který obvinil Raleigha ze zrady a uvěznil ho v Toweru. Roku 1605 byla podniknuta výprava, které velel George Waymouth. Tato výprava si kladla za cíl prozkoumat území dnešního Maine. Během prozkoumávání tamního pobřeží se Britové setkali s mnoha Indiány, se kterými velice výhodně obchodovali. Výprava se plavila k jižnímu pobřeží Maine, ale zde se setkala s nepřátelskými Indiány, kteří chtěli Brity napadnout. Waymouth pochopil postoj domorodých obyvatel, zajal pět tamějších Indiánů a odplul. Mezi těmito Indiány byl i legendární Squanto, který se později přičiní o přežití puritánské osady v Novém světě. Když se kapitán Waymouth vrátil zpět do Británie, podal nadšený popis území Maine, přičemž velice vychvaloval úrodnost tamní půdy. V roce 1606 založili angličtí obchodníci tzv. Virginskou společnost, která se dělila na Plymouthskou společnost, která měla kolonizovat území od Maine až po Maryland a Londýnská společnost, která měla kolonizovat území od New Yorku až po Karolínu. Londýnská společnost založila kolonii nejdříve, takže bude v tomto článku popisována jako první.

### Londýnská společnost
V roce 1606 byla vyslána výprava za cílem založení kolonie. Na palubě čtyř lodí, které vezli více než sto kolonistů byl pozoruhodný muž, John Smith. John Smith se v budoucnosti zasadí o přetrvání britské kolonie ve Virginii. Když se John Smith vydal na plavbu do Virginie, byl již zkušeným vojákem, který sloužil jako žoldák v holandské, francouzské a uherské armádě, přičemž mu bylo pouhých šestadvacet let. Když výprava dorazila do Virginie, byl John Smith obviněn ze vzpoury (neví se přesné důvody této neposlušnosti a není ani jisté, jestli bylo obvinění pravdivé) a musel zůstat na palubě. Kolonisté se nakonec rozhodli, že ihned založí osadu. Nebylo to příliš šťastné rozhodnutí, osada se nacházela uprostřed bažiny, řeka James byla vzdálena více než sto kilometrů a navíc, nacházeli se na území sjednocených pauhatanských kmenů. Brzy po postavení prvních staveb, napadli osadu Indiáni a byli zahnáni až po výstřelů z děl. Po tomto útoku, navrhoval Smith postavení opevnění z kmenů, a když se tento krok ukázal jako účinný, byl Smith zbaven obvinění. I když byla osada chráněna opevněním, vedlo se kolonistům velmi špatně. Trpěli nemocemi a hlavně byli všichni podvyživeni.

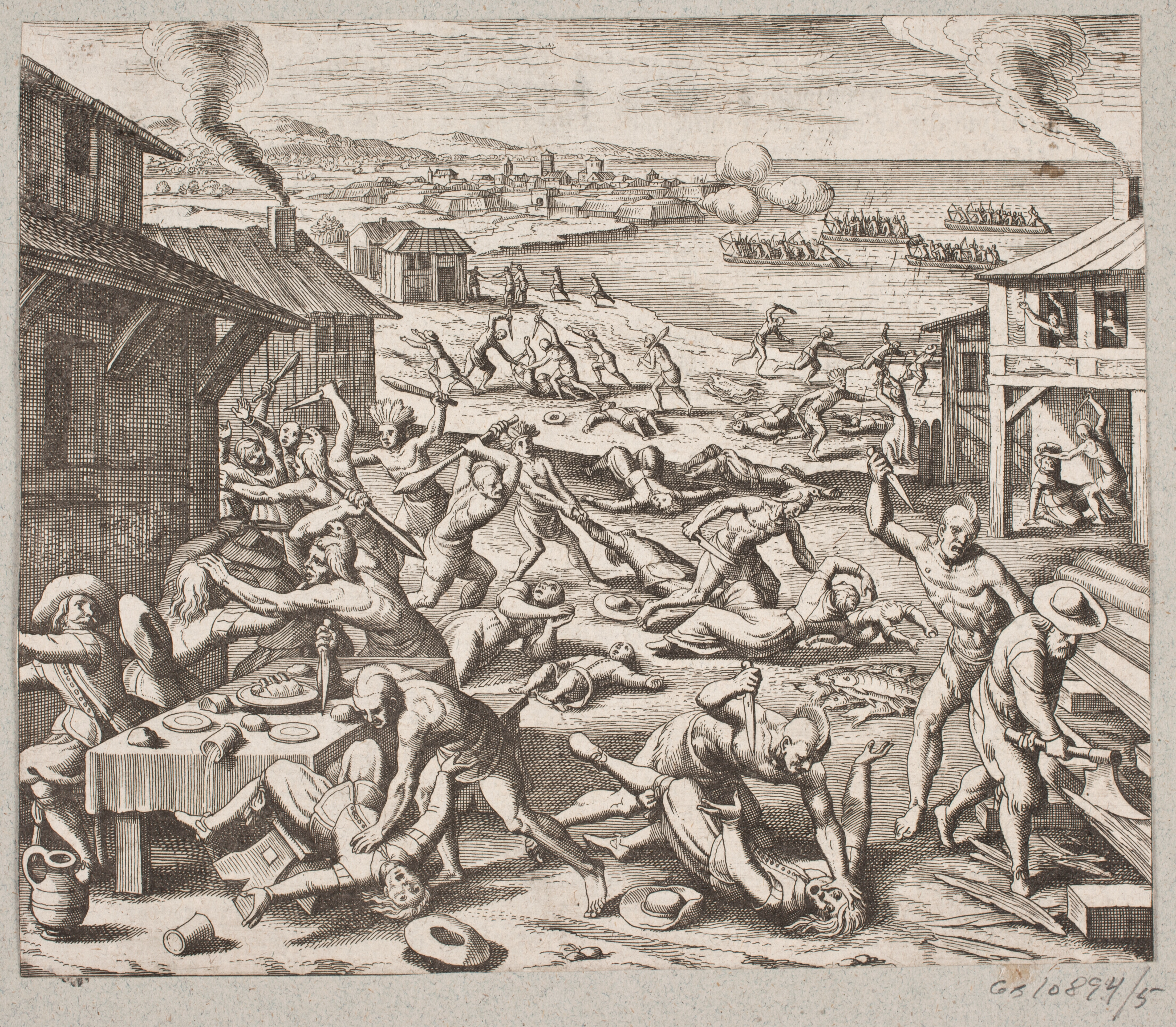
Masakr britských kolonistů v roce 1622

 Ze zoufalství byl Smith vyslán na výpravu k Indiánům a měl se pokusit získat potravu. Smith se vydal na cestu kolem řeky James a po nějaké době ho zajali Indiáni. Indiáni dovedli Smithe k náčelníku Pauhatanovi, který byl jakýmsi krále všech pauhatanských kmenů. Po krátké debatě byl Smith odsouzen k popravě. Když se Indiáni napřahovali k smrtelné ráně, zakryla ho svým tělem dcera náčelníka Pauhatana – Pocahontas. Není jisté proč tak Pocahontas učinila. V té době jí bylo pouhých 13 let a je těžké říci, jestli se do Johna Smithe opravdu zamilovala. Někteří historici tvrdí, že jí k tomuto činu navedl otec, aby vypadal jako silný panovník a přitom si neznepřátelil Brity. Po této události se John Smith vrátil do Jamestownu i se zásobami, které kolonisté tolik potřebovali. I když Indiáni Britům stále pomáhali, život v Jamestownu byl neustále těžký. Od let 1608 až 1609 se Jamestown začal rozrůstat (bylo to v době kdy byl předsedou kolonie John Smith), ale jakmile John Smith opustil kolonii, začal Jamestown opět strádat. V roce 1610 přistál u Jamestownu Thomas Dalea (zástupce lorda de la Warr), který s sebou přivezl potraviny a nové kolonisty. Pod jeho vedením se Jamestown začal rozrůstat a v roce 1612 zde byli přivezen tabák Johnem Rolfem. Za krátkou dobu šílela celá Británie po tabáku z Virginie a Jamestown měl velké zisky. V roce 1614 se John Rolf oženil s Pocahontas a odvezl jí do Británie, kde však onemocněla a zemřela. Vztahy mezi Indiány a Evropany se začaly vyvíjet špatně, protože Britové vyháněli Indiány z jejich území. V roce 1622 podnikl náčelník Opechancanough útok na všechny tabákové plantáže a zabil přitom deset procent všech kolonistů. Tím vypukla válka, která skončila po dvaceti letech vítězstvím Britů. V roce 1619 byla vláda Thomase Dalea nahrazena demokratičtějším vládním orgánem a v roce 1624 učinil král Jakub I. Stuart z Jamestownu královskou kolonii.

### Plymouthská společnost

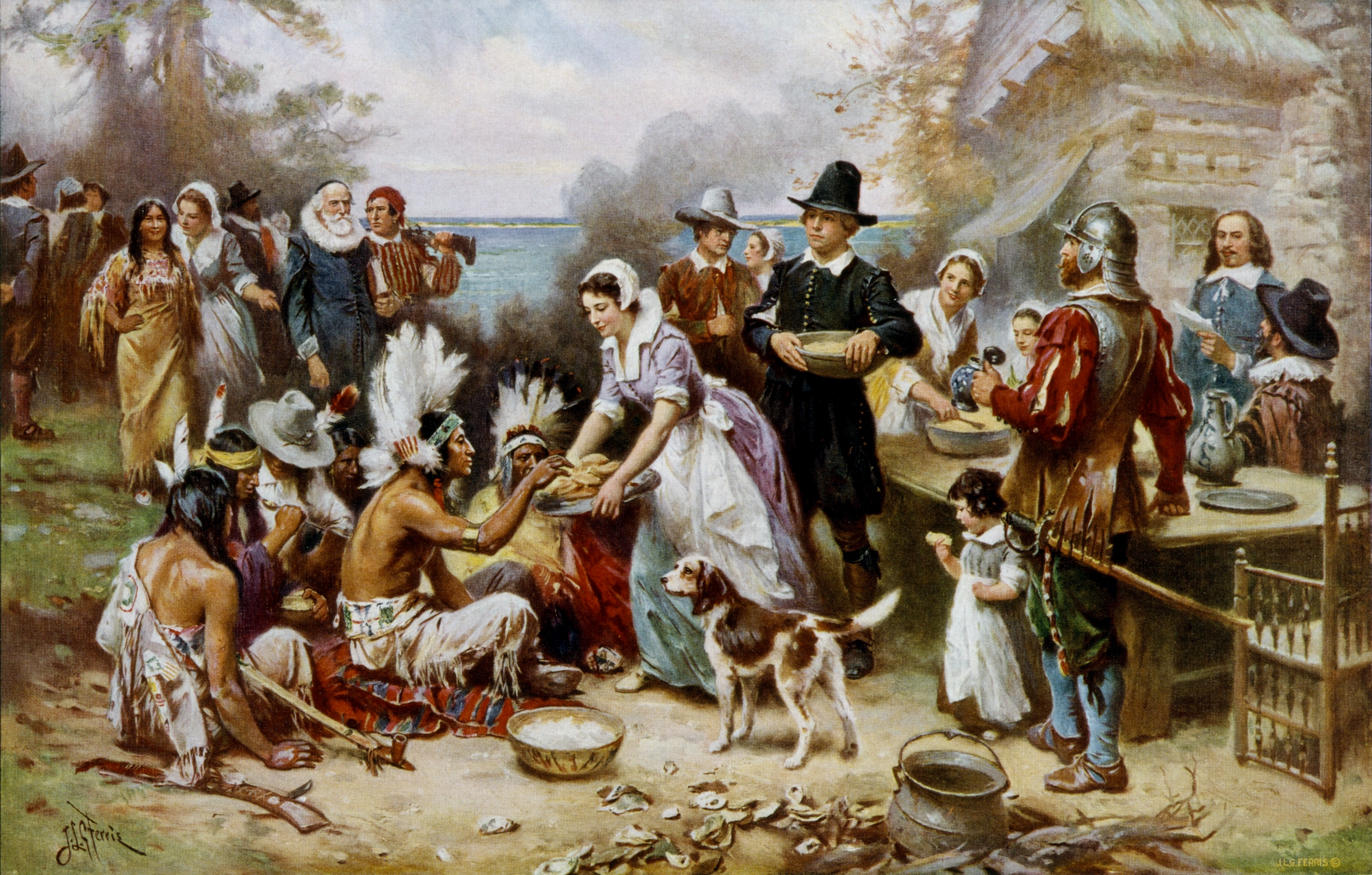
První díkůvzdání, obraz od Jean Leon Gerome Ferrise

Plymouthská společnost se snažila založit úspěšnou kolonii v Severní Americe, ještě dříve než její londýnští rivalové, ale výpravu, kterou vyslala nejspíše někdy v září roku 1606, zajali Španělé. V roce 1607 byla vyslána druhá výprava, které se již podařilo doplout v pobřeží Mainu. Kolonisté založili tzv. Popmahovy plantáže, ale kvůli nezvykle silné zimě a špatným výdělkům museli osadu po roce opustit. Všechny tyto výpravy financovali bohatí Britové, kteří museli povětšinou zaplatit osadníkům, aby se vůbec připojili k výpravě. Po těchto dvou neúspěšných výpravách ztratila většina zbohatlíků zájem o Ameriku, avšak, našli se jiní kdo chtěli začít nový život v Americe. Angličtí katolíci byli ve své zemi pronásledováni za své vyznání a rozhodli se najít útočiště v Novém světě. Roku 1632 byla katolickému šlechtici, lordu Baltimorovi, přenechaná území kolem Chesapeaského zálivu (Maryland) a angličtí katolíci se hromadně stěhovali na toto území. Co se však mezitím dělo s pozemky plymouthské společnosti v severní Virginii? Jak už bylo řečeno, britští boháči ztratili zájem o kolonizaci Severní Ameriky, až na jednoho, Ferdinanda Gorgese. Ten vyslal roku 1614 Johna Smithe (viz Londýnská společnost), aby prozkoumal pobřeží severní Virginie. Smithovi se podařilo doplout k tamním břehům a vrátil se zpět do Británie s nadšenou zprávou. Jak sám napsal:
| „                                                    | Ze všech čtyř neobydlených částí světa, které jsem viděl, bych nejraději žil a založil kolonii právě tady. Plymouthská zátoka má znamenitý přístav, dobrou půdu a potřebuje jen pracovité lidi. | “ |
| — Dopis Johna Smithe adresovaný Ferdinandu Gorgesovi | |   |

Gorges byl touto zprávou potěšen a ještě v roce 1615 vyslal Smithe, aby založil kolonii. Této výpravě se však nikdy nepodařilo dosáhnout amerických břehů, při plavbě je přepadli francouzští piráti a Smithe zajali. Ten využil čas strávený ve vězení k nakreslení mapy pobřeží severní Virginie, které se začalo říkat Nová Anglie. O území Nové Anglie se začali zajímat tzv. puritáni, kteří byli stejně jako katolíci pronásledování za své vyznání a názory. Roku 1620 vyplula z anglického Plymouthu loď Mayflower, která vezla na palubě 102 cestujících. Výprava měla nejdříve zamířeno k břehům jižní Virginie, ale díky sérii náhod se loď octla u břehů Nové Anglie. Puritáni měli s sebou jeden exemplář Smithovi mapy a podařilo se jim najít vhodné pobřeží (dnešní Plymouth v Massachusetts). Kolonisté započali výstavbu své osady 26. prosince 1620, přičemž postavili obytné domy, skladiště, kostel a další stavby. Puritáni měli velké obavy, protože neměli povolení od Plymouthské společnosti, hrozilo jim přísné potrestání. Jako vždy, byla první zima v nově založených kolonií velikou zkouškou. Mnoho osadníků zemřelo hlady či zimou a hrozilo, že příští zimu již kolonie nepřežije. V březnu roku 1621 byli puritáni kontaktováni Indiány, mezi nimiž byl již dříve zmíněný Squanto. Ten uměl plynně anglicky a rychle se s Brity domluvil. Byla uzavřena mírová smlouva, která trvala čtyřicet let, takže se osadníci již nemuseli bát, že by je Indiáni napadli. Squanto naučil kolonisty mnoha věcem, například jak pěstovat kukuřici, kde lovit ryby, jak používat ryby jako hnojiva atd.. Díky těmto radám měli osadníci na podzim bohatou sklizeň a na důkaz přátelství, pozvali Indiány na třídenní oslavu. Z tohoto ušlechtilého gesta se nakonec vyvinul svátek Díkůvzdání. Není třeba dodávat, že kolonie začala brzy prosperovat.

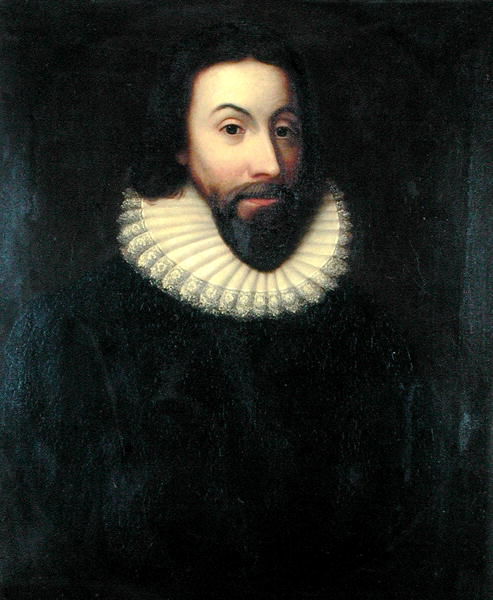
John Winthrop

 Roku 1628 se vznikla v zálivu Massachusetts další puritánská osada. Vůdcem této kolonie byl John Winthrop, který byla velice schopný advokát. Winthropovi se podařilo získat královské povolení na založení kolonie a co je víc, využil nedopatření v tomto patentu a přenesl hlavní vedení společnosti do Massachusetts. Tím umožnil kolonistům, aby se podíleli na politických záležitostech své kolonie. Kolonii se hned od začátku dařilo a každým rokem se zde usadili další a další kolonisté. V roce 1630 zde již existovalo na patnáct měst, přičemž hlavní město byl Boston. Kolonie tedy prosperovala, a to jak politicky tak ekonomicky, avšak čas od času se objevily náboženské problémy. První kdo kritizoval náboženskou nesvobodu byl Roger Williams, který roku 1636 opustil Massachusetts a spolu s dalšími stejně smýšlejícími kolonisty se odebral na Rhode Island, kde založili osadu Providence. V roce 1636 byl založen Hartford v Connecticutu, a to dalšími nespokojenými puritány. I přes tyto nesváry se kolonie stále rozrůstala, ale dělo se tak na účet Indiánů. Roku 1636 byl Indián z kmene Pekvotů obviněn z vraždy osadníky (neověřitelná pravdivost) a ten samý rok vypálili kolonisté vesnici Pekvotů na Rhode Islandu. V roce 1637 byla z nepochopitelných důvodů vypálena Indiánská vesnice v Connecticutu a všichni obyvatelé byli při tomto hrozném masakru povražděni. Po tomto činu se překvapivě ni nedělo, až v roce 1675 byla napadeny massachusettské osady indiánskými kmeny pod vedením krále Philipa. Tato událost zažehla válku, která skončila po třech letech vítězstvím Britů. Nutno podotknout, že i osadníci měli ztráty, zahynulo více než tisíc kolonistů a bylo zničeno dvanáct měst. Ke konci 17. století byla mnoha massachusettským pobočkám udělen královský dekret. V roce 1662 Connecticut, 1663 Rhode Island a roku 1680 New Hampshire. Main byl až do konce války o nezávislost součástí Massachusetts. Je překvapivé, že Plymouth nezískal nikdy královský dekret, roku 1691 ztratil samostatnost a stal se součástí Massachusetts.

## Nizozemsko

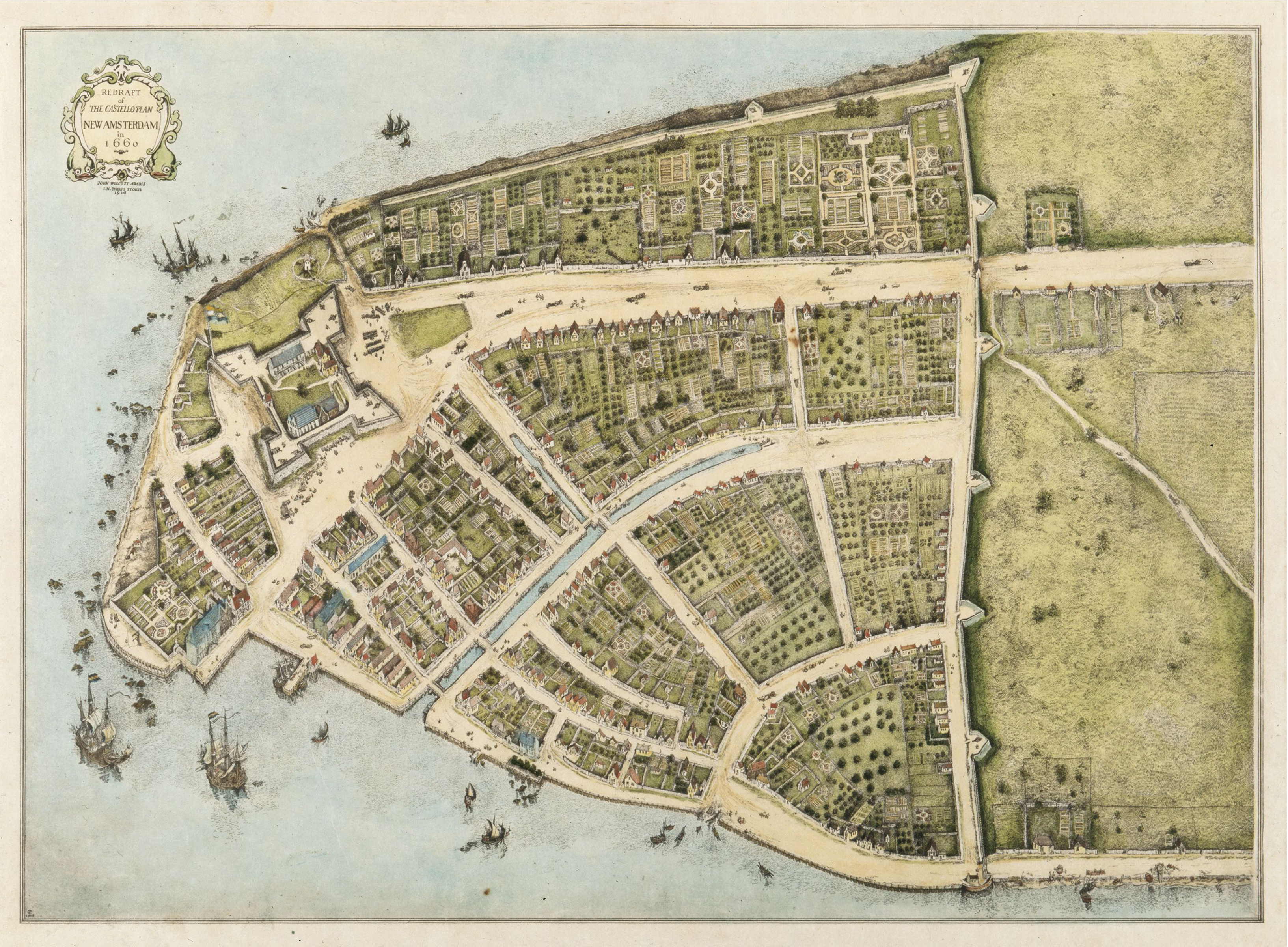
Kopie Castellova plánu Nového Amsterodamu z roku 1660

Tak jako Britové, tak i Nizozemci započali kolonizaci Severní Ameriky až v 17. století. Holanďané si činili nárok na území mezi Connecticutem a zálivem Delaware. Toto území si mohli nárokovat díky šťastné plavbě anglického mořeplavce v nizozemských službách, Henryho Hudsona. Když se dal roku 1609 Henry Hudson do služeb Nizozemí, byl již zkušený námořník, který plul již dvakrát pod anglickou vlajkou. Hudson měl za úkol nalézt průjezd co Číny, ne však ne severozápadě, nýbrž na severovýchodě. Výprava měla směřovat na sever kolem Ruska, tak dlouho, až bude moci zamířit k jihu. Plavba oficiálně započala 6. dubna 1609, a ihned směřovala do Severního ledového oceánu. Avšak, námořníci byli každý den podrážděnější, protože neustále přibývalo ledových ker. Hudson věděl, že jestli budou plut stále na severovýchod, muži se co nevidět vzbouří. Nabídl tedy svým námořníkům alternativu, pokusí se nalézt legendární průjezd do Asie na severozápadě. Hudson měl několik map od svého přítele Johna Smithe a věděl o území, které si nikdo nenárokuje a navíc, proslýchalo se, že zrovna tam se nachází je průjezd co Asie. Námořníci nabídku přijali a výprava 3. září 1609 dorazila do velkého zálivu, kde se dnes nachází přístav New York. Hudsonovy lodě zakotvily v hlubokém korytě řeky, která dnes nese jeho jméno. Okamžitě byli vysláni muži, kteří měli prozkoumat tamější území. Muži se brzy vrátili se zprávou, že je zde příjemný kraj a Indiáni, kteří chtějí obchodovat. Nizozemci pozvali Indiány na palubu, avšak, Indiáni na bělochy zaútočili a jednoho smrtelně zranili. Dne 12. září navštívil Hudson se svými muži ostrov Manhattan. Zdejší Indiáni byli příslušníci algonkinských kmenů a byli velice přátelští. Hudson se poté plavil 200 kilometrů proti proudu řeky. Během plavby obchodoval s Indiány a dorazil až do dnešní Albany, kde se setkal s nepřátelskými Indiány. Hudson se poté vrátil do Anglie, kde přistál 7. listopadu 1609. Ihned poslal zprávu svým nizozemským zaměstnavatelům a plánoval další plavbu v jejich službách. Avšak, král Jakub I. vydal nařízení, které zakazovalo anglickým námořníkům vstupovat do služeb cizích společnostech. Samotný Hudson se roku 1610 vydal na plavbu do Hudsonova zálivu (odtud název), kde proběhla vzpoura námořníků a Hudson byl se svým synem a dalšími sedmi námořníky vysazen do člunu a již nikdy je nikdo neviděl. Holanďané si brzy uvědomili jaké bohatství skrývá údolí řeky Hudson a nazvali toto území Novým Nizozemím. Na toto území se vydávali nizozemští podnikavci, aby zde vydělali peníze. Roku 1614 se do Nového Nizozemí vydal Adriaen Block, který měl tu smůlu, že mu při zakotvení shořela loď. Okamžitě rozkázal svým mužům, aby postavili novou loď, která by je dovezla zpátky do Nizozemí. I když se muži velice snažili, Block měl obavy o pevnost této lodi. Proto se vydal k severovýchodu zálivem Long Island a podél pobřeží jižního Connecticutu, aby mohl v případě nebezpečí zakotvit. Block objevil řeku Connecticut a plavil se po ní asi 80 kilometrů, až po dnešní Hartford. Nakonec se výprava vrátila zpátky do Nizozemí, kde se Block snažil přesvědčit holandskou vládu, aby toto území zabrala. Mezitím se Holanďané snažili založit kolonii v údolí řeky Hudson. V roce 1624 byla postavena Fort Orange, která sloužila jako stanice pro obchod s kožešinami a o rok později byla založena kolonie na ostrově Manhattan. Kolonie začal ihned prosperovat a to hlavně díky obchodu s kožešinami. V roce 1626 koupil Peter Minuit, guvernér Nového Nizozemí ostrov Manhattan od algonkinských kmenů. Holanďané brzy zjistili, že je mnohem výhodnější obchodovat s Irokézy ve vnitrozemí, než s pobřežními algonkiny. Spojili se s Irokézy a dokonce je podporovali v útocích na algonkinské vesnice. Nizozemská Západoindická společnost se snažila uspíšit kolonizaci Nového Nizozemí, a proto nabízela velké pozemky svým členům, kteří během čtyř let usídlí v Severní Americe aspoň padesát rodin.

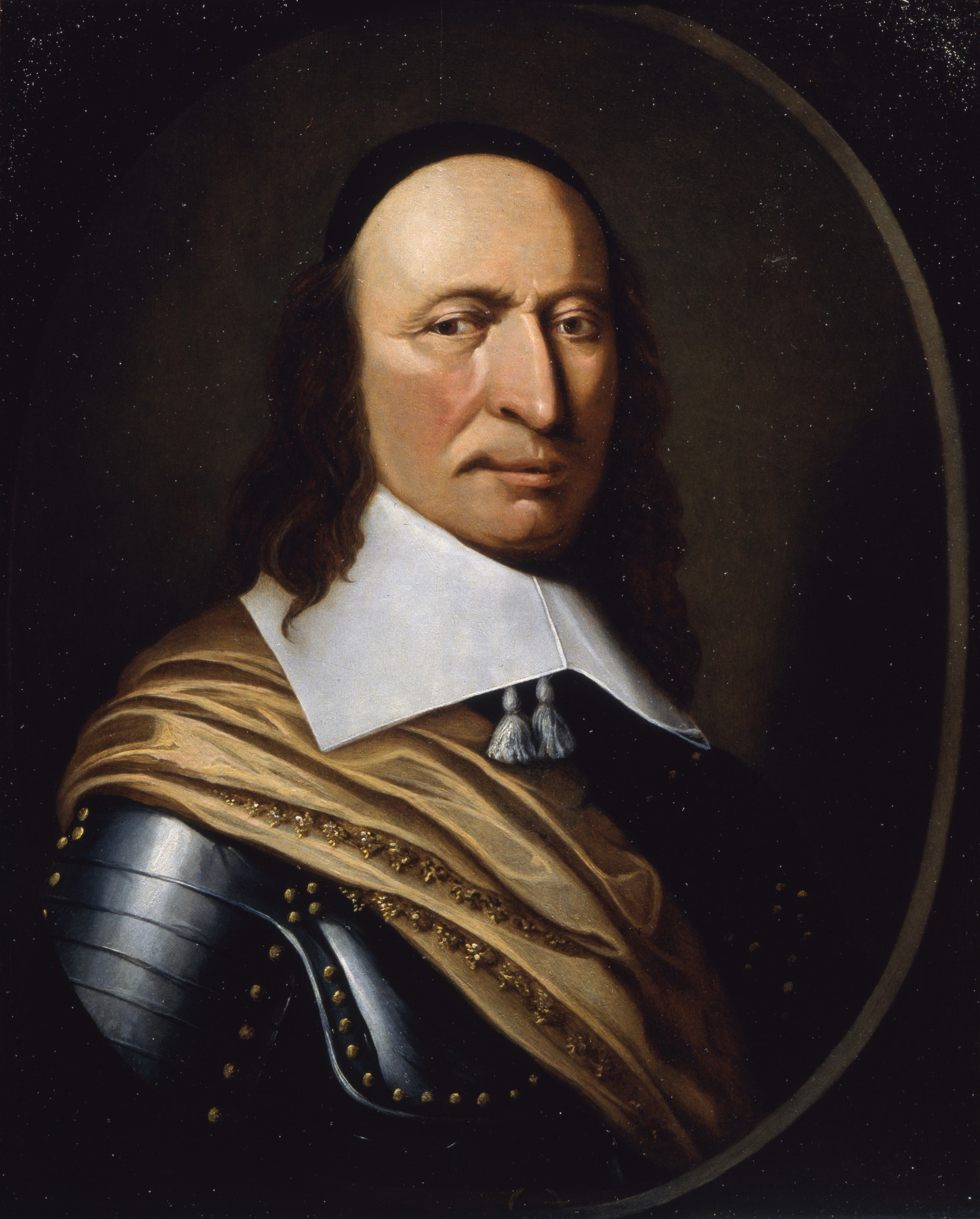
Peter Stuyvesant, poslední guvernér Nového Nizozemí

 Takový první pozemek byl přidělen v roce 1629 a další brzy nato. To způsobilo, že několik jednotlivců vlastnilo obrovské pozemky v dnešních státech Connecticut, New York, New Jersey a Delaware. Avšak, tyto pozemky příliš neprosperovali, protože nebyl dostatek pracovních sil. Od nájemců se vyžadoval až příliš mnoho, museli platit 200 dolarů nájemného, tři dny pracovat s vlastním koněm a povozem pro pána, udržovat cesty na pozemky atd. Na druhé straně se Nový Amsterdam každým rokem zvětšoval a brzy se stal mezinárodně uznávaným městem. Roku 1660 žilo v Novém Amsterdamu přes tisíc obyvatel a do jeho přístavu se sjížděly obchodní lodě z různých zemí. Problém byl v tom, že mimo Nový Amsterdam neexistovalo v Novém Nizozemí žádné jiné město či větší vesnice. Roku 1633 se v údolí řeky Connecticut usadili Britové a ihned postavili osadu. Holanďané postavili blízko osady pevnost, která se nazývala Dům naděje a doufali, že to odradí Brity od další kolonizace. Britská osada a nizozemská kolonie spolu nakonec uzavřeli příměří a žili spolu v symbióze. V roce 1636 dorazil do britské osady další kolonisté a tím získali Britové početní výhodu. Roku 1649 se Britové zmocnili celé řeky Connecticut a obyvatele holandské pevnůstky vyhnali. Úspěšněji si Nizozemci vedli proti švédským kolonistům, kteří založili v roce 1638 osadu na řece Delaware. Roku 1655 pod vedením guvernéra Nového Nizozemí, Petera Stuyvesanta, Nizozemci zaútočili na švédskou osadu a všechny Švédy vyhnali. Peter Stuyvesant vládl Novému Nizozemí železnou rukou, ale zajistil tím pořádek a prosperitu. Nizozemská vláda mu neposlala žádné vojsko, kterým by dokázal chránit nizozemské území v Severní Americe. Anglický král Karel II. chtěl získat nizozemské území a proto jej "daroval" svému bratru Jakubovi, vévodovi z Yorku. Ten vyslal svojí flotilu, aby zabrala Nové Nizozemí. Holanďané na to nedokázali odpovědět a začátkem září roku 1664 Stuyvesant kapituloval. Holanďané sice Británii vyhlásili válku, ale nedokázali jí vyhrát a v roce 1667 připadlo nizozemské území v Severní Americe Británii.

## Boj o Severní Ameriku

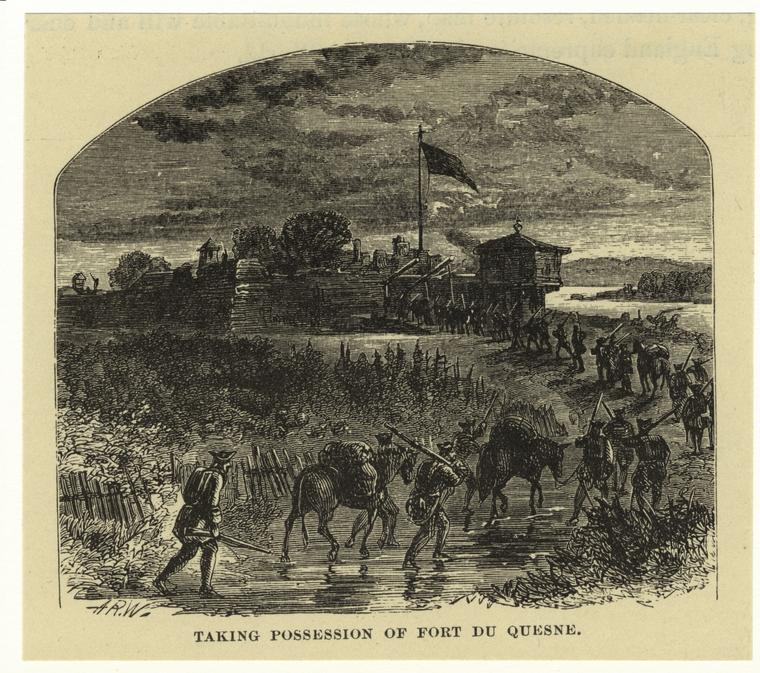
Francouzská pevnost Fort Duquesne

Ke konci 17. století si Evropané nárokovali stále větší a větší území a po celé Severní Americe vznikala nová města a vesnice. Avšak, každému bylo jasné, že válka v Severní Americe je nevyhnutelná. Mezi Španěly, Francouzi a Brity docházelo ke konfliktům, kvůli územním nárokům. U pobřeží Mexického zálivu se střetávali Francouzi se Španěly a na jih od Karolíny docházelo k bojům mezi Španěly a Brity. Nejvážnější a nejkrvavější však byly boje mezi Francouzi a Brity, jejichž rivalita byla znatelně patrná v New Yorku, Nové Anglii a u Hudsonova zálivu. Britské území se skládalo ze 13 kolonií a proti Nové Francii se zdály tyto kolonie malé a bezvýznamné, ale na britském území žilo oproti Nové Francii obrovské množství lidí. Celkový počet obyvatel v britských kolonií byl 1,5 milionu, zatímco v Nové Francii pouze 60 000. Navíc, byly britské kolonie již hospodářsky samostatné a nepotřebovali dodávky z Evropy. Nová Francie se nikdy nestala plně soběstačnou a spoléhala se na dodávky z Evropy, které byly více než nespolehlivé. Vojenskou sílu obou území nepřímo udával počet obyvatel, ale v britský osadnících se již objevoval jistý stupeň vlastenectví a národního cítění. Navíc byli Britové podporováni Irokézi, kteří jim velice pomáhali. První vážný konflikt probíhal od roku 1689 až 1697 (války krále Viléma). Tato válka nepřinesla žádné rozhodnutí, ačkoliv stála mnoho životů. Během 18. století probíhaly v Severní Americe časté války, jejichž kořeny byly sice v Evropě, ale byly zároveň záminkou v pokračování bojů v Americe. V žádné mírové smlouvě té doby nechyběl dodatek, který by neustanovil územní zisky válečných stran. I když byl sjednán mír, osadníci v bojích často pokračovali, a to proto, protože trvalo dlouho než se zprávy z Evropy dostaly do Ameriky a osadníci nechápali důvody, které ustanovily mír. První válkou, která se odehrávala v Severní Americe v 18. století byla válka o španělské dědictví (1701 až 1714) a osadníci jí nazývali válkou královny Anny. V této válce proti sobě stáli Francouzi, kteří byli podporováni Španěly, a Britové. Válka skončila britským vítězství a Británie si přivlastnila Newfoundland a Nové Skotsko. Francouzi na tuto událost odpověděli výstavbou pevnůstek, které měli chránit Novou Francii před Brity. Roku 1740 vypukla válka o rakouské dědictví a v Americe se jí říkalo válka krále Jiřího. Britové zahájili válku dobytím Louisbourgu, velice důležitého přístavu, který byl klíčem k řece sv. Vavřince. Po skončení válka museli Britové vrátit Louisbourg Francouzům, ne třeba dodávat, že je to příliš netěšilo.

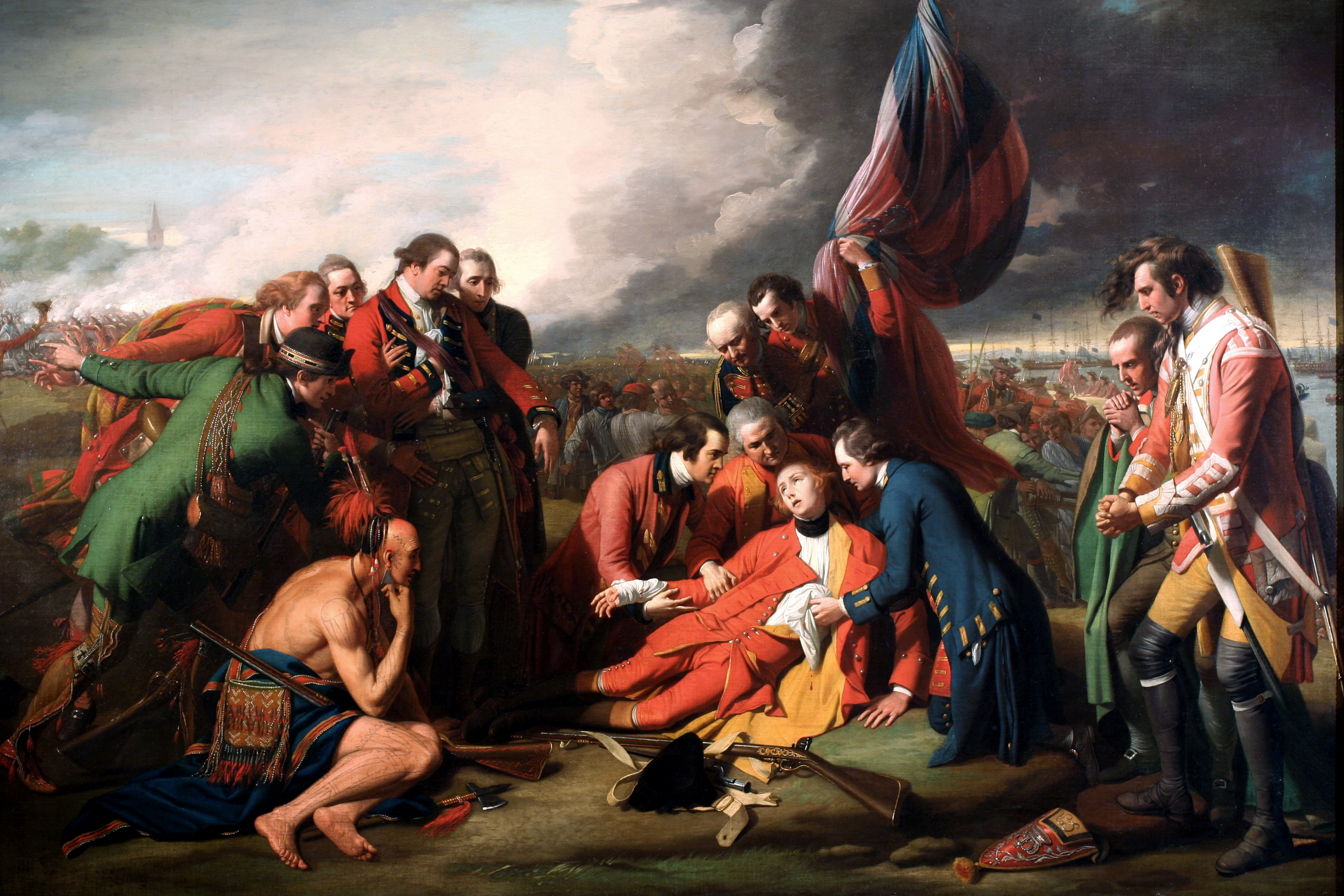
Smrt Jamese Wolfa v bitvě u Quebecu, obraz od Benjamina Westa

 V roce 1749 věnoval anglický král území kolem horního toku Ohia britským kolonistům, přičemž na toto území si dělala nároky i Francie. Francouzi se postavili na odpor a vybudovali systém pevnůstek, které se rozprostíraly od Erijského jezera až k řece Ohio. Nejdůležitější byla pevnost Fort Duquesne, která se nacházela na území dnešního Pittsburghu. V roce 1755 vyrazila skupina osadníků, která chtěla napadnout a dobýt tuto francouzskou pevnost. Osadníci byli poraženi, ale v jejich řadách se objevil výjimečný vojevůdce, díky kterému se jim podařilo vrátit zpět, tento vojevůdce se jmenoval George Washington. V roce 1756 se rozhořel nový konflikt, sedmiletá válka. V roce 1758 se Britům podařilo znovu dobýt Louisburg a ihned byla připravována výprava, která měla dobýt Quebec. Ve stejném roce jako byl dobyt Louisburg se Britům podařilo dobýt Fort Duquesne, avšak, největší vítězství se podařilo Britům dobýt v Quebecu. V roce 1759 se u Quebecu vylodila armáda britského generála Jamese Wolfa, která se pokoušela dobýt Quebec. Francouzi se pod velením markýze de Montcalm snažili Brity zastavit, ale bylo to marné. V této bitvě zahynul jak James Wolfe tak markýz de Montcalm. V roce 1763 připadlo Britům veškeré francouzské území na východ od řeky Mississippi a Španělé získali rozlehlá území Louisiany na západ od Mississippi. Britové byli na vrcholu moci a museli se jim poklonit i mocní Irokézové. V roce 1775 však proběhla vzpoura oněch 13 kolonií, které svou nezávislost získaly, a Britové se museli spokojit s územím dnešní Kanady. Tím vznikl v Severní Americe první stát a tím i nový národ.